# Lineide Mosca
Lineide do Lago Salvador Mosca (4 de julho de 1941 – São Paulo, 3 de abril de 2021) foi uma professora e pesquisadora brasileira, uma das grandes referências brasileiras dos estudos da retórica e argumentação.
Era professora livre-docente do Departamento de Letras Clássicas e Vernáculas (DLCV) da Universidade de São Paulo, sócia honorária da Sociedade Brasileira de Retórica, membro da Sociedade Internacional de História da Retórica, da Organização Ibero-Americana de Retórica e da Sociedade Latino-Americana de Retórica. Desde 2012 atuava como professora sênior na universidade. Coordenava o Grupo de Estudos de Retórica e Argumentação (Gerar), criado em 1994, na FFLCH-USP.

## Morte
Lineide morreu em 3 de abril de 2021, em São Paulo, aos 79 anos, por complicações relacionadas com a Covid-19.